# Sawin Gniewoszowicz Jełowicki
Sawin Gniewoszowicz Jełowicki herbu własnego – horodniczy krzemieniecki w latach 1600-1608, wojski krzemieniecki w latach 1598-1608, podsędek krzemieniecki w latach 1567-1601.
Deputat na Trybunał Główny Koronny z województwa wołyńskiego w 1598 roku.